# Linia kolejowa Koło Miasto – Koło Wąskotorowe
Linia kolejowa Koło Miasto – Koło Wąskotorowe – zlikwidowana, jednotorowa, wąskotorowa linia kolejowa o długości 1 km, łącząca stację Koło Miasto z Kołem Wąskotorowym.
Linia kolejowa powstała około 1914 roku, jako odnoga główniejszej linii Sompolno – Dąbie Kolskie. Do 1963 roku linią kursowały pociągi osobowe i towarowe do stacji w Dąbiu Kolskim. Całkowita likwidacja zarówno kursów, jak i torowiska do Sompolna nastąpiła w pierwszych latach XXI wieku. W 2013 roku zlikwidowano tory na stacji Koło Wąskotorowe, kończąc tym samym fizyczne istnienie linii.